# Final de la FA Cup de 1925

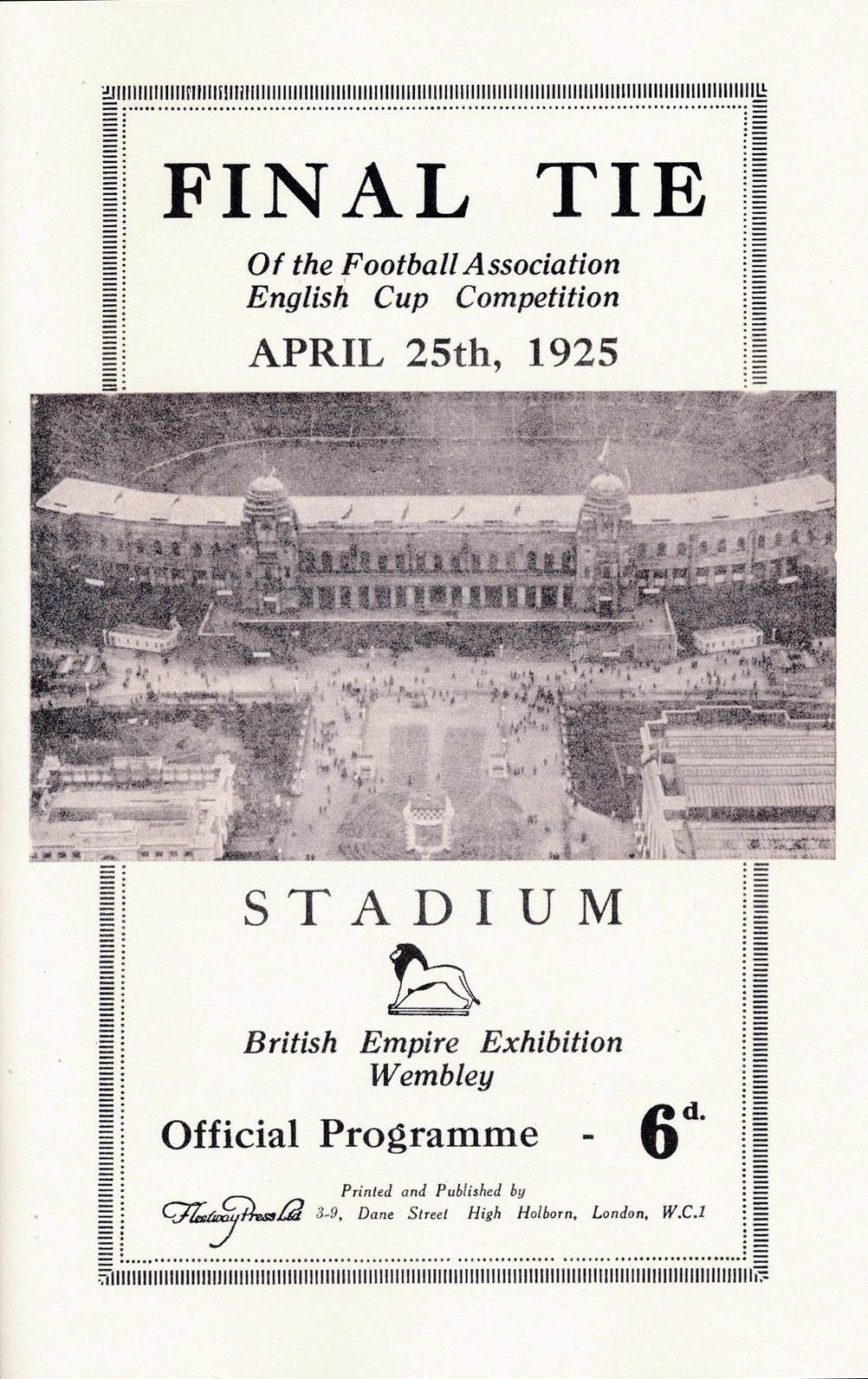
Información del partido

La final de la FA Cup de 1925 fue un partido de fútbol entre Sheffield United y Cardiff City disputado el 25 de abril de 1925 en el Estadio de Wembley, en Londres, Inglaterra. El encuentro definió al ganador de la temporada 1924-25 de la FA Cup, principal competición de copa del fútbol inglés, organizada por la Asociación Inglesa de Fútbol. El Sheffield United se consagró campeón al ganar el partido por 1-0. 

## Camino a la final
La FA Cup es la principal competición de copa del fútbol inglés y es organizada por la Asociación Inglesa de Fútbol. Si un partido termina en empate, se juega una repetición, normalmente en el campo del equipo que jugó de visita en el primer encuentro. Aunque la competición incluye principalmente clubes de Inglaterra, a los equipos galeses se les permitió la entrada desde 1876. A principios de los años 1920 se presentó una moción para prohibir que los conjuntos de Gales disputaran la FA Cup. Aun cuando esta idea fue rechazada, la Asociación limitó a 14 el número de equipos galeses que podían participar. El Cardiff City se había unido al sistema de ligas inglés en 1920 y rápidamente se estableció como uno de los clubes líderes en la competencia.